# Riola Xhemaili
Riola Xhemaili (* 5. März 2003 in Solothurn) ist eine schweizerisch-kosovarische Fussballspielerin, die zur Saison 2025/26 bei der PSV Eindhoven unter Vertrag steht. Seit 2020 ist sie Schweizer A-Nationalspielerin.

## Karriere

### Kindheit und Jugend
Riola Xhemaili ist gemeinsam mit ihrem Zwillingsbruder und ihrer älteren Schwester in einer fussballbegeisterten Familie in Solothurn aufgewachsen. Einer ihrer Onkel war Profifussballer bei GC. Sie selbst spielte zunächst Volleyball, bis sie ins U11-Team ihres Bruders beim FC Solothurn einstieg. Vom U15-Team des FC Solothurn wechselte sie zum FC Basel, wo sie ebenfalls in einem Knabenteam spielte. Beim FC Basel wurde sie Captain des U15-Teams. Seit dem Ende der Schulzeit macht sie eine Sportlerinnen-KV-Lehre bei der Basler Kantonalbank.

### Vereine
Im Februar 2019 bestritt Xhemaili im Alter von 15 Jahren für den FC Basel ihr erstes Spiel in der Nationalliga A. In ihren ersten 90 Minuten gelang ihr ein Tor. Zur Saison 2021/22 wechselte sie zum deutschen Bundesligisten SC Freiburg.
Auf die Saison 2023/24 hin schloss sie sich dem VfL Wolfsburg an. Zur Saison 2024/25 wurde sie an den niederländischen Erstligisten PSV Eindhoven ausgeliehen. Zugleich wurde ihr Vertrag in Wolfsburg bis 2027 verlängert. Zur Saison 2025/26 wurde sie von der PSV Eindhoven fest verpflichtet.

### Nationalmannschaft
Xhemaili gab im Oktober 2019 ihr Debüt in der U19-Nationalmannschaft. Beim 7:0-Sieg über die U19-Nationalmannschaft Lettlands erzielte sie innerhalb von drei Minuten einen Hattrick.
Im September 2020 wurde sie erstmals für die A-Nationalmannschaft aufgeboten. Ihr Debüt gab sie am 22. September 2020 beim 2:1-Sieg über die Nationalmannschaft Belgiens. Sie wurde in der 91. Minute eingewechselt. Xhemaili nahm an der Europameisterschaft 2022 teil. Im dritten Gruppenspiel kam sie als Einwechselspielerin ab der 72. Minute zum Einsatz; ihre Mannschaft schied nach der Vorrunde aus.
An der Europameisterschaft 2025 in der Schweiz kam sie in drei von vier Spielen der Schweizerinnen zum Einsatz. Im letzten Gruppenspiel gegen Finnland wurde sie in der 81. Minute beim Spielstand von 0:1 eingewechselt. In der Nachspielzeit erzielte sie den Ausgleich zum 1:1, welcher den Schweizerinnen den erstmaligen Einzug in einen EM-Viertelfinal ermöglichte.

## Erfolge
- DFB-Pokal-Finalist 2023 (mit dem SC Freiburg; ohne Einsatz)
- Gewinn des DFB-Pokals 2024